# ジャマイカとマレーシアの関係
ジャマイカとマレーシアの関係（ジャマイカとマレーシアのかんけい）では、ジャマイカとマレーシアの二国間外交関係について解説する。

## 歴史
両国はともにイギリス連邦、77ヶ国グループ、G15、非同盟運動のメンバーである。
2006年、ジャマイカ首相ポーシャ・シンプソン＝ミラーと、マレーシア首相アブドラ・バダウィは、両国の二国間関係の進展に満足の意を示し、両国間の往来や、経済、技術、海運、保健、教育部門などでの協力を通して関係を強化することで合意した。

## 経済関係
1995年時点で、ジャマイカからマレーシアへの輸出総額は1万8580ドル、マレーシアからジャマイカへの輸出総額は300万ドルである 。多くのマレーシア投資家たちが、ジャマイカでの投資機会を窺っており、特に観光業が注目を集めている 。また、両国は石油・ガス産業における共同事業を実施することで合意したほか、ジャマイカのキングストンとモンテゴ・ベイを結ぶ高速道路「ハイウェイ2000」を共同で建設している。

## スポーツ
マレーシアはジャマイカからネットボール、フィールドホッケー、バドミントンのコーチを積極的に招いている。また、2022年のコモンウェルスゲームズでは、競技中に靴が破損してしまったジャマイカのバドミントン選手サミュエル・リケッツに、マレーシアチームのコーチであるヘンドラワンが、同じサイズの靴を提供した行為が、コモンウェルスゲームズの理念である「友好的な試合」を象徴するものとして賞賛された。